# Den Grundlovgivende Rigsforsamling (maleri)
 Denne artikel omhandler maleriet. Opslagsordet har også en anden betydning, se Den Grundlovgivende Rigsforsamling.
Den Grundlovgivende Rigsforsamling er et oliemaleri malet af Constantin Hansen. Billedet hænger på Frederiksborgmuseet. Billedet blev udført på bestilling af Alfred Hage til hans hjem. Det blev malet fra 1860-1864. Efter ophængning i Hages hjem fik offentligheden adgang til at bese værket mod betaling. 2898 betalte for at se det fra 31. maj til 14. juni 1865, de indsamlede midler gik til Comitéen for de troe og trængende Slesvigere (se Treårskrigen).
På baggrund af et vellykket fotografi af maleriet skrev Philip Weilbach en artikel i Fædrelandet 11. november 1865 om maleriet.

## Billedets tilblivelse og komposition
Der måtte specialvæves lærred til det i Dresden, billedets størrelse er 338 x 500 cm. Til denne store opgave lavede Constantin Hansen mange skitser og studier, inden han kastede sig over selve billedet på det store lærred. Da billedet forestiller forsamlingen i 1848 og Hansen malede det fra 1861 til 1865, måtte han bruge fotografier og andre billeder endda buster som forlæg. Han tegnede og malede skitser af de portrætterede. På Christiansborg Slot hænger flere af disse portrætter. Første malede skitse er set fra tilhørerpladserne med kig mod tronen, kongens plads. Denne ide fraviger Hansen og stiller sig på kongens plads, hvorfra han får udsyn mod tilhørerlogen og salen, samtidig får han lysindfald på samme måde som i Hages bolig, hvor billedet skal hænge. Dette studie af den tomme rigsforsamlingssal, er en afprøvning af perspektivet med et kryds i forsvindingspunktet, hvor Grundtvigs hoved senere placeres. Dette studie af den tomme rigsforsamlingssal bringer tankerne hen på Hansens tidlige studier ved arkitektstudiet, hvor han fik undervisning af G.F. Hetsch i perspektivtegning. 4. skitse er næsten en kopi af det endelige billede dog kun 81 x 125 cm, det billede solgte Constantin Hansen og derved reddede han sin økonomi, da han havde lovet at udføre Hages bestilling til fast pris til bestemt tid.
Personerne på billedet og deres placering viser deres forhold til Orla Lehmann, der står forrest i højre side, idet billedet blev betalt af Lehmanns svigerfamilie. Lehmanns kone, Annette Marie Bolette Puggaard, var datter af Bolette Puggaard (født Hage), som var søster til Alfred Hage som bestilte billedet.
I forgrunden ses fra venstre Peter Georg Bang, Johan Nicolai Madvig, H.N. Clausen, Lauritz Nicolai Hvidt, Joakim Frederik Schouw, Peter Daniel Bruun, Andreas Frederik Krieger (gående), Carl Christopher Georg Andræ og C.C. Hall (ved stoleryggen); ved ministerbordet: Christian Albrecht Bluhme, Carl Emil Bardenfleth, Adam Wilhelm Moltke, Ditlev Gothard Monrad, Anton Frederik Tscherning, Frederik Marcus Knuth, Christian Christopher Zahrtmann, Orla Lehmann, Carl Ploug, Georg Aagaard og Edvard Philip Hother Hage.
I mellemgrunden ses bl.a. i anden vindueslysning fra venstre A.S. Ørsted og Jacob Peter Mynster.

### Grundtvig
Grundtvig er kommet med på billedet, selv om han ikke var med til åbningsmødet i rigsforsamlingen den 23. oktober 1848. Han blev først valgt ved et suppleringsvalg i november samme år. Ved at placere Grundtvig således havde han en "glorie" og med "glorien" i forsvindingspunktet tilkendegiver Constantin Hansen, at demokratiet bør bygge på Grundtvigs lære og livssyn. Hansen er sandsynligvis inspireret af Tintorettos billede Brylluppet i Cana, som Kunstmuseet i København havde (har) en kopi af. På Tintorettos billede er Jesus placeret i forsvindingspunktet, ligesom Grundtvig er på Constantin Hansens billede. Andre har før Hansen brugt metoden til at fremhæve bestemte personer. Måske har Hansen har set Paolo Veroneses Brylluppet i Cana i Paris i 1858. Her er Jesus i forsvindingspunktet. Leonardo da Vinci anbragte også Jesus i forsvindingspunktet i Den sidste nadver og Gerard ter Borch har placeret en hollandsk præst i forsvindingspunktet i maleriet Freden i Münster 1648.
- Tintorettos Brylluppet i Cana - Jesus i forsvindingspunktet
- Paolo Veroneses "Brylluppet i Cana" - Jesus i forsvindingspunktet
- Leonard da Vinci, Den sidste nadver Jesus i forsvindingspunktet
- Gerard ter Borch, Freden i Münster 1648. en hollandsk præst i forsvindingspunktet

## Om Christian Neuhaus' fotografi
Det var lidt af en bedrift at fotografere Constantin Hansens store billede i en privat bolig, så alt kom med, og at man på fotografiet kunne genkende alle personerne. Christian Neuhaus' fotografi kunne købes i Chr. Falkenbergs Boghandel. Boghandler Wøldike tilbød Hansen et honorar på 50 rigsdaler for retten til at udgive dette fotografi af det store historiske billede. Hage gør indsigelse mod honorarets størrelse, da fotografen møder op for at fotografere, og forlanger det fordoblet, hvilket det bliver, omend betalingen trækker ud.

## Uddrag af Philip Weilbachs artikel i Fædrelandet 11. november 1865
I dette forår fuldendte professor Constantin Hansen det store maleri, fremstillende Den Grundlovgivende Rigsforsamling, hvorpå han i flere år havde malet. Da det nogen tid efter udstilledes, anbragt på sin plads i ejerens bolig, fremkom ingen egentlig anmeldelse af dette betydelige arbejde. Et vellykket fotografi har imidlertid nu fornyet billedet i publikums erindring, og vi benytte denne lejlighed, da en forholdsvis tro gengivelse med lethed kan komme enhver for øje, til udførligere at omtale originalen selv.
Den art malerier, hvortil dette må henregnes, er forholdsvis sjældne. Blandt dem må først og fremmest nævnes de berømte billeder af Raphael i Vatikanet, Theologien, Skolen i Athen og Parnasset, hvor kunstneren under et bestemt synspunkt samler i et billede hist kirkens hellige mænd, her oldtidens vigtigste filosofer, i det sidste endelig ældre og nyere digtere i Grækenland og Italien. I den nyere franske malerskole har Ingres (Homers Apotheose) og Delaroche (Hemicyclen) leveret betydelige arbejder i samme retning. Mere forskellig fra disse er en række billeder, der fremkom i Holland, især i det 17de århundrede: Skarpskyttegilderne i de forskellige byer lod jævnlig deres befalingsmænd, eller i det hele gildets hovedpersoner, fremstille samlede i et enkelt stort maleri, og på samme måde kan man finde en stads øvrighedspersoner samlede på ét billede, undertiden afsluttende en i byens datids historie vigtig handling. Medens i de førstnævnte malerier den forbindende tanke i almindelighed får større betydning, og fremstillingen af de givne personer ikke sjælden indskrænkes til gengivelsen af den bekendte åndelige karakter, undertiden på grundlag af en samtidiges portræt, så står de sidstnævnte billeder det egentlige portrætmaleri nærmere, da det er samtidige personer, som man ønsker fremstillede med den størst mulige lighed, på samme tid som helheden ikke må glemmes. I stedet for den indre tanke som hist forbandt personerne, er kunstneren derfor her mere henvist til at gøre så meget som muligt ud af den maleriske anordning, af figurerne indbyrdes og i deres forhold til rummet og lyset. Constantin Hansens billede må siges at stå midt imellem disse to fremstillingsmåder. Medens på den ene side skildringen af en så betydningsfuld politisk begivenhed, som den grundlovgivende Rigsforsamlings sammentræden, stiller store fordringer til kunstnerens evne til historisk at opfatte de i handlingen deltagende personer, og sammenstille dem på passende måde efter deres politiske meninger og tilbøjeligheder, så tilhører dog på den anden side den hele kreds af mænd kunstnerens egen samtid, selvom døden har bortkaldt ikke få i de mellemliggende år; og fordringerne til portrætligheden blive kun så meget vanskeligere at tilfredsstille, som den del af publikum, der har stået personerne fjernere, uvilkårlig glemmer, at kunstneren måtte søge at fremstille disse mænd, som de så ud 1848, og ikke så meget ældre, som nu enhver ser og kender dem. Allerede den rent maleriske anordning af et så stort billede, med et betydeligt antal legemsstore figurer, må have frembudt store vanskeligheder at overvinde, så meget større, som kunstneren på et par mørkeblå uniformer nær, ellers var henvist til den ensformige sorte kjole og de lange formløse bukser. Men hvor heldigt dele personerne sig dog ikke i større og mindre grupper, med tilstrækkelige mellemrum til at lade føle, at de færdes i et rum, der tilbyder dem rigelig plads, og dog så sammentrængte, at man får indtrykket af, at det virkelig er en stor forsamling. Den heldige valgte horisont, den sikkerhed og nøjagtighed, hvormed rummets perspektiviske dybde er givet, bidrager til at give figurerne frihed og plads. Med noget mere liv i bevægelserne, med en finere og mere levende behandling af luftperspektiverne, og i det hele taget af farven, især hvis salen, hvori maleriet findes, havde frembudt en gunstigere belysning, måtte virkningen allerede af det her givne være bleven fuldkomment slående. Den gennemgående dygtighed, hvormed alle disse personer er satte hver på sin plads, så at man selv ved de mindre figurer i baggrunden, hvoraf tit kun hovedet eller hovedet og brystet ses, virkelig føler, at enhver sidder eller står, hvor han skal; den følelse for individualiteten, hvormed han lader enhver gå og stå på sin ejendommelige måde, er kunstneriske egenskaber, som man måske mindre agter på, men som dog langtfra er aldeles almindelige. Kunstnerens hovedfortrin og dette kunstværks betydning må imidlertid især søges i det talent, hvormed han har forstået at gengive de personligheder, som han med så megen skønsomhed har sammenstillet indbyrdes ...
Maleriet som helhed danner en rolig, alvorlig scene; man møder stille, tænksomme ansigter, hvis udtryk mere afpræge en stor forskellighed af karakterer, end rigdom af stærke opblussende følelser; – men er ikke det netop det rette billede af en forsamling, som uden tumultariske optrin og voldsom strid, om end ikke uden skarpt modsatte partier, iværksatte den vigtigste politiske begivenhed i Danmarks historie, siden enevældens indførelse? Kunstneren har imidlertid ikke ladet sig nøje med i disse forsamlingens hovedpersoner at give virkelige portrætter; hele billedets baggrund, der dels opfyldes af de øvrige rigsdagsmænd, dels indtages af den tæt besatte tilhørerplads, såvel som tribunen over denne, viser en vrimmel af portrætter, der, hvor løst de end er antydede, dog med lethed lade sig genkende. Her har han ikke alene grebet lejligheden til efter gammel vis at fremstille billedets ejer og sig selv mellem tilhørerne, men mangen personlighed i vort offentlige liv, som ikke kunne findes i selve salen, ser man med glæde fremstillet her, således Allen (sandsynligvis Carl Ferdinand Allen), Jens Finsteen Giødwad, etatsråd Hans Puggaard, en del af vore ansete kunstnere, nogle videnskabsmænd, skuespillere og flere. De tjene på samme tid til at afslutte maleriets baggrund, og til at fuldende billedet af den forsamling, hvis forhandlinger fulgtes med så stor interesse.